# Список ныне живущих бывших монархов
В данном списке представлены ныне живущие люди, ранее являвшиеся монархами каких-либо государств, но по тем или иным причинам оставившие престол.
В список также включены ныне живущие бывшие временные монархи, а именно: трое князей-соправителей Андорры и четверо высших правителей Малайзии.

## Пожизненные монархи
|  | Отрёкся              |
|  | Низложен             |
|  | Отказ от монархии    |
|  | Окончание полномочий |

| Портрет | Имя                                                                                      | Страна     | Год рождения | Годы правления      | Примечания |
|         | Король бельгийцев Альберт II (нидерл. Albert II) (фр. Albert II)                         | Бельгия    | 1934         | 1993—2013           | Вступил на престол после смерти брата, короля Бодуэна. В 2013 году отрёкся от престола в пользу своего сына Филиппа. |
|         | Царь Болгарии Симеон II (болг. Симеон II)                                                | Болгария   | 1937         | 1943—1946           | Вступил на престол после смерти отца, Бориса III, в шестилетнем возрасте. Формально государством правили регентские советы князя Кирилла—Филова—Михова (до 1944) и Павлова—Ганева—Бобошевского (с 1944). В 1946 году по результатам референдума Болгария была преобразована в республику, после чего царь с семьёй эмигрировали в Египет.                                                                  |
|         | Драконовый король Бутана Джигме Сингье Вангчук                                           | Бутан      | 1955         | 1972—2006           | Вступил на престол после смерти отца, короля Джигме Дорджи Вангчука. В 2006 году уступил трон старшему сыну Джигме Кхесару Намгьялу Вангчуку. |
|         | Королева Дании Маргрете II (дат. Margrethe 2.)                                           | Дания      | 1940         | 1972—2024           | Вступила на престол после смерти отца, короля Фредерика IX. В 2024 году отреклась от престола в пользу своего сына Фредерика. |
|         | Король Египта и Судана Фуад II (араб. الملك فؤاد الثاني‎‎)                                 | Египет     | 1952         | 1952—1953           | Формально вступил на престол после отречения отца, короля Фарука I, 26 июля 1952 года, в разгар Июльской революции. На момент унаследования трона новому монарху было всего семь месяцев. Номинально оставался королём Египта до 18 июня 1953 года — даты провозглашения Египта республикой. |
|         | Король Испании Хуан Карлос I (исп. Juan Carlos I)                                        | Испания    | 1938         | 1975—2014           | Вступил на престол после смерти регента Франсиско Франко, который ещё в 1969 году назначил его наследником престола. В 2014 году отрёкся от престола в пользу своего сына Филиппа. |
|         | Эмир Катара Хамад ибн Халифа Аль Тани (араб. حمد بن خليفة آل ثاني‎‎)                       | Катар      | 1952         | 1995—2013           | Вступил на престол в 1995 году, свергнув своего отца Халифу бин Хамада Аль Тани. В 2013 году добровольно отрёкся от власти в пользу сына Тамима. |
|         | Король Непала Гьянендра (непальск. ज्ञानेन्द्र वीर विक्रम शाहदेव)                                  | Непал      | 1947         | 1950—1951 2001—2008 | В первый раз вступил на престол в 1950 году после бегства из страны его деда, короля Трибхувана, однако через год вновь уступил власть вернувшемуся Трибхувану. Во второй раз пришёл к власти в 2001 году, после смерти старшего брата Бирендры и его сына Дипендры, расстрелявшего непальскую королевскую семью. В 2008 году по результатам официального референдума Непал был преобразован в республику. |
|         | Королева Нидерландов Беатрикс (нидерл. Beatrix)                                          | Нидерланды | 1938         | 1980—2013           | Вступила на престол вследствие отречения матери, королевы Юлианы. В 2013 году отреклась от власти в пользу сына Виллем-Александра. |
|         | Далай-лама (как глава государства) Нгагванг Ловзанг Тэнцзин Гьямцхо (тиб. བསྟན་འཛིན་རྒྱ་མཚོ་) | Тибет      | 1935         | 1940—1951           | Был интронизирован и возведён на тибетский трон как теократический монарх в 1940 году. В 1951 году, после подписания соглашения по мирному освобождению Тибета, санкционировавшего присоединение Тибета к Китаю, лишился полномочий монарха. |
|         | Император Японии Акихито (яп. 明仁)                                                      | Япония     | 1933         | 1989—2019           | Вступил на престол после смерти своего отца Хирохито. В 2019 году отрёкся от престола в пользу своего сына Нарухито. |

## Временные монархи
| Портрет | Имя                                                                        | Страна   | Год рождения | Годы правления | Примечания |
|         | Князь Андорры Жоан Энрик Вивес-и-Сисилья (кат. Joan-Enric Vives i Sicília) | Андорра  | 1949         | 2003—2025      | Стал князем-соправителем Андорры после того, как папа римский Иоанн Павел II назначил его епископом Уржеля. Ушёл в отставку в 2025 году.                       |
|         | Князь Андорры Николя Саркози (кат. Nicolas Sarkozy)                        | Андорра  | 1955         | 2007—2012      | Стал князем-соправителем Андорры в результате победы на Президентских выборах во Франции в 2007 году, но проиграл выборы 2012 года.                            |
|         | Князь Андорры Франсуа Олланд (кат. François Hollande)                      | Андорра  | 1954         | 2012—2017      | Стал князем-соправителем Андорры в результате победы на Президентских выборах во Франции в 2012 году, но отказался баллотироваться на второй срок в 2017 году. |
|         | Янг ди-Пертуан Агонг Сираджуддин (малайск. Sirajuddin)                     | Малайзия | 1943         | 2001—2006      | Избран Верховным правителем в 2001 году. Правление Сираджуддина закончилось в 2006 году.                                                                       |
|         | Янг ди-Пертуан Агонг Мизан Зайнал Абидин (малайск. Mizan Zainal Abidin)    | Малайзия | 1962         | 2006—2011      | Избран Верховным правителем в 2006 году. Правление Мизана Зайнала Абидина закончилось в 2011 году.                                                             |
|         | Янг ди-Пертуан Агонг Мухаммад V (малайск. Muhammad V)                      | Малайзия | 1969         | 2016—2019      | Избран Верховным правителем в 2016 году. В 2019 году досрочно сложил полномочия.                                                                               |
|         | Янг ди-Пертуан Агонг Абдулла (малайск. Abdullah)                           | Малайзия | 1959         | 2019—2024      | Избран Верховным правителем в 2019 году. Правление Абдуллы закончилось в 2024 году.                                                                            |